# Kék-arany hegyitangara
A kék-arany hegyitangara (Bangsia arcaei)  a madarak osztályának verébalakúak (Passeriformes) rendjébe és a tangarafélék (Thraupidae) családjába tartozó faj.
Magyar neve forrással nincs megerősítve.

## Rendszerezése
A fajt Philip Lutley Sclater és Osbert Salvin írták le 1869-ben, a Buthraupis  nembe Buthraupis arcaei néven.

## Alfajai
- Bangsia arcaei arcaei (P. L. Sclater & Salvin, 1869)
- Bangsia arcaei caeruleigularis (Ridgway, 1893)[2]

## Előfordulása
Costa Rica, Panama és Kolumbia területén honos. Természetes élőhelyei a szubtrópusi és trópusi síkvidéki és hegyi esőerdők. Állandó, nem vonuló faj.

## Megjelenése
Testhossza 15 centiméter. Tollazata sötétkék és aranysárga.

## Életmódja
Gyümölcsökkel, rovarokkal és pókokkal táplálkozik, és időnként nektárt és virágokat is fogyaszt, melyet a lombkoronában keresgél.

## Természetvédelmi helyzete
Az elterjedési területe nem nagy és csökken, egyedszáma 2500-9999 példány közötti és szintén csökken.  A Természetvédelmi Világszövetség Vörös listáján mérsékelten fenyegetett fajként szerepel.